# Prelude to a Kiss
Prelude to a Kiss es una película de 1992 dirigida por Norman René y protagonizada por Alec Baldwin, Meg Ryan, y Sydney Walker.

## Elenco
- Alec Baldwin como Peter Hoskins.
- Meg Ryan como Rita Boyle.
- Sydney Walker como Julius.
- Kathy Bates como Leah Blier.
- Ned Beatty como Dr. Boyle
- Patty Duke como Mrs. Boyle
- Stanley Tucci como Taylor.
- Debra Monk como Tía Dorothy.

## Taquilla
La película recaudó $20,006,730 en Estados Unidos y $2,690,961 en países extranjeros.